# The Delta Force (película)
The Delta Force es una película de acción de 1986, interpretada por Chuck Norris y Lee Marvin como líderes de un escuadrón de tropas de élite de fuerzas especiales, basada en la vida real de la Fuerza Delta del Ejército de Estados Unidos. Dirigida por Menahem Golan y coprotagonizada entre otros por Martin Balsam, Joey Bishop, Robert Vaughn, Robert Forster, Shelley Winters y George Kennedy. Producida en Israel, fue la última película de Lee Marvin.

## Sinopsis
Unos terroristas árabes secuestran el vuelo 282 de la aerolínea American Travelways, un Boeing 707 con dirección Atenas-Roma-Nueva York. Tomando a los pasajeros y tripulantes como rehenes, desvían el avión a Beirut. 
El grupo terrorista, la Organización Revolucionaria Nuevo Mundo, realiza demandas al gobierno de los Estados Unidos que, si no son atendidas, acabará en la muerte de todos los pasajeros del avión que aterriza en Beirut.
Tras llegar a un acuerdo, los terroristas liberan a las mujeres y los niños. El resto de rehenes son evacuados del avión y transportados por la milicia que controla Beirut al centro de la ciudad. A través de un sacerdote ortodoxo, la inteligencia del ejército israelí prepara una operación para la liberación de los rehenes secuestrados en Beirut.
La Fuerza Delta llega a Israel, prepara su ingreso a Beirut para liberar a los secuestrados con la ayuda de la inteligencia de Israel y viajan por la ciudad hasta al aeropuerto, son liberados en una misión de combate con explosivos en la noche, para llevarlos en el avión secuestrado cuando amanece para llegar volando a Israel.
Como dato curioso, cabe destacar que las escenas iniciales de la película representan el final de la operación Garra de Águila, el fallido intento de rescate de los rehenes retenidos en la embajada de Estados Unidos en Irán.

## Reparto
| Actor           | Personaje              |
| --------------- | ---------------------- |
| Chuck Norris    | Mayor Scott McCoy      |
| Lee Marvin      | Coronel Nick Alexander |
| Martin Balsam   | Ben Kaplan             |
| Joey Bishop     | Harry Goldman          |
| Robert Forster  | Abdul                  |
| Lainie Kazan    | Sylvia Goldman         |
| George Kennedy  | Padre O'Malley         |
| Hanna Schygulla | Ingrid                 |
| Susan Strasberg | Debra Levine           |
| Steve James     | Bobby Chavez           |